# Brachygalba salmoni
Brachygalba salmoni là một loài chim trong họ Galbulidae.